# Davide Brivio
Davide Brivio (Milano, 17 marzo 1988) è un allenatore di calcio ed ex calciatore italiano, di ruolo difensore.

## Caratteristiche tecniche
È un terzino sinistro, forte fisicamente e dotato di un forte tiro dalla distanza.

## Carriera

### Club
Cresciuto nel settore giovanile dell'Atalanta, nel 2005 è passato in comproprietà alla Fiorentina, dove è entrato a far parte della squadra Primavera. In due stagioni ha disputato 2 partite in Serie A con la prima squadra, esordendo in Serie A il 15 aprile 2005 nella vittoria per 3-1 contro il Treviso all'età di 18 anni. Rimane in viola fino all'estate 2007, collezionando soltanto un'altra presenza nell'aprile 2007.
Nell'estate 2007 viene ceduto al L.R. Vicenza, con il quale ottiene 27 presenze durante tutto il campionato e concludendo con la squadra al 17º posto. Inizia la stagione 2008-2009 sempre con la maglia del L.R. Vicenza, disputando con i biancorossi la prima giornata di campionato il 30 agosto 2008 da titolare, nella quale i veneti hanno perso per 1-0 contro l'Ascoli. Viene ceduto il giorno seguente al Genoa in prestito.
Rimane al Genoa fino al mercato di gennaio del 2009, subentrando in una sola gara il 21 dicembre 2008 ad Anthony Vanden Borre nella vittoria contro il Chievo. Prima dell'esordio con la maglia rossoblù aveva disputato 7 panchine nei precedenti due mesi. A gennaio fa ritorno al L.R. Vicenza
Dopo un nuovo esordio con i biancorossi, avvenuto allo scadere di gara del pareggio col Parma per 1-1 del 10 gennaio 2009, colleziona altre 7 presenze nel campionato. Viene riconfermato anche per il campionato 2009-2010, dove invece è usatissimo dai tecnici Maran e Sonetti (37 presenze)
Nell'estate 2010 viene acquistato dal Lecce, dove disputerà due stagioni in Serie A collezionando 48 presenze e siglando 2 gol, entrambi segnati nel 2012 contro Siena e Genoa. Nell'ottobre 2011 è invece protagonista di un autogol a favore del Cagliari. Conclude il campionato 2011-2012 con la retrocessione dei pugliesi.
Nell'estate 2012 è ceduto per 2 milioni di euro all'Atalanta, con la quale disputerà altre due stagioni di Serie A collezionando 43 presenze e siglando 3 reti contro Bologna e Roma nell'inverno 2013 e successivamente contro l'Udinese il 23 febbraio 2014. A fine stagione 2013-2014 è ceduto in prestito al Verona.
Disputa soltanto 13 presenze in campionato col Verona nella Serie A 2014-2015, tornando a fine stagione all'Atalanta. Torna a giocare il 22 novembre 2015 subentrando a Bellini nella sconfitta interna contro il Torino, disputando poi altre 13 presenze distribuite nel corso del campionato fino a maggio 2016.
Nel mercato estivo del 2016 viene acquistato dal Genoa, tornando in Liguria dopo quasi 8 anni. Nel dicembre 2016 causa di uno screzio con l'allenatore Jurić viene messo fuori rosa concludendo così la stagione 2016-2017 con nessuna presenza all'attivo.
Il 31 agosto 2017 si trasferisce in prestito all'Entella; fa il suo esordio in partite ufficiali con la squadra ligure il 16 settembre 2017, giocando da titolare nella vittoria casalinga per 3-1 contro la Ternana. Sigla il suo primo gol l'8 ottobre nella vittoria per 3-0 contro il Brescia. Colleziona 20 presenze e 1 gol in Serie B e dopo la retrocessione dei biancocelesti torna al Genoa.
Svincolato, il 15 febbraio 2019 firma un contratto fino a giugno con il Chiasso.
Nel luglio seguente firma per il Chievo in Serie B.
Il 31 gennaio firma a titolo definitivo con la Triestina in Serie C.

### Nazionale
Nel 2005 partecipa al Mondiale Under-17 in Perù. Gioca stabilmente in tutte le nazionali giovanili fino alla nazionale Under-20.
Il 12 agosto 2009 debutta con la nazionale Under-21 nella partita amichevole Russia-Italia (3-2), disputata a San Pietroburgo. Complessivamente ha giocato 3 partite in Under-21 senza segnare nessuna rete.
Dal 10 al 12 marzo 2014 è stato convocato dal CT della nazionale maggiore Cesare Prandelli per uno stage organizzato allo scopo di visionare giovani giocatori in vista dei Mondiali 2014.

### Allenatore
Dopo l'esperienza come vice allenatore della primavera del Lecco, nel Dicembre 2024 viene ingaggiato dal Monza, come collaboratore tecnico del nuovo allenatore Salvatore Bocchetti

## Statistiche

### Presenze e reti nei club
| Stagione          | Squadra           | Campionato        | Campionato | Campionato | Coppe nazionali | Coppe nazionali | Coppe nazionali | Coppe continentali | Coppe continentali | Coppe continentali | Altre coppe | Altre coppe | Altre coppe | Totale | Totale |
| Stagione          | Squadra           | Comp              | Pres       | Reti       | Comp            | Pres            | Reti            | Comp               | Pres               | Reti               | Comp        | Pres        | Reti        | Pres   | Reti   |
| ----------------- | ----------------- | ----------------- | ---------- | ---------- | --------------- | --------------- | --------------- | ------------------ | ------------------ | ------------------ | ----------- | ----------- | ----------- | ------ | ------ |
| 2005-2006         | Fiorentina        | A                 | 1          | 0          | CI              | 1               | 0               | -                  | -                  | -                  | -           | -           | -           | 2      | 0      |
| 2006-2007         | Fiorentina        | A                 | 1          | 0          | CI              | 0               | 0               | -                  | -                  | -                  | -           | -           | -           | 1      | 0      |
| Totale Fiorentina | Totale Fiorentina | Totale Fiorentina | 2          | 0          |                 | 1               | 0               |                    | -                  | -                  |             | -           | -           | 3      | 0      |
| 2007-2008         | L.R. Vicenza      | B                 | 27         | 0          | CI              | 2               | 0               | -                  | -                  | -                  | -           | -           | -           | 29     | 0      |
| ago. 2008         | L.R. Vicenza      | B                 | 1          | 0          | CI              | 2               | 0               | -                  | -                  | -                  | -           | -           | -           | 3      | 0      |
| 2008-gen. 2009    | Genoa             | A                 | 1          | 0          | CI              | 1               | 0               | -                  | -                  | -                  | -           | -           | -           | 2      | 0      |
| gen.-giu. 2009    | L.R. Vicenza      | B                 | 8          | 0          | CI              | -               | -               | -                  | -                  | -                  | -           | -           | -           | 10     | 0      |
| 2009-2010         | L.R. Vicenza      | B                 | 37         | 1          | CI              | 1               | 0               | -                  | -                  | -                  | -           | -           | -           | 38     | 1      |
| Totale Vicenza    | Totale Vicenza    | Totale Vicenza    | 73         | 1          |                 | 5               | 0               |                    | -                  | -                  |             | -           | -           | 78     | 1      |
| 2010-2011         | Lecce             | A                 | 22         | 0          | CI              | 2               | 0               | -                  | -                  | -                  | -           | -           | -           | 24     | 0      |
| 2011-2012         | Lecce             | A                 | 26         | 2          | CI              | 1               | 0               | -                  | -                  | -                  | -           | -           | -           | 27     | 2      |
| Totale Lecce      | Totale Lecce      | Totale Lecce      | 48         | 2          |                 | 3               | 0               |                    | -                  | -                  |             | -           | -           | 51     | 2      |
| 2012-2013         | Atalanta          | A                 | 20         | 0          | CI              | 3               | 1               | -                  | -                  | -                  | -           | -           | -           | 23     | 1      |
| 2013-2014         | Atalanta          | A                 | 23         | 3          | CI              | 0               | 0               | -                  | -                  | -                  | -           | -           | -           | 23     | 3      |
| 2014-2015         | Verona            | A                 | 13         | 0          | CI              | 1               | 0               | -                  | -                  | -                  | -           | -           | -           | 14     | 0      |
| 2015-2016         | Atalanta          | A                 | 14         | 0          | CI              | 2               | 0               | -                  | -                  | -                  | -           | -           | -           | 16     | 0      |
| Totale Atalanta   | Totale Atalanta   | Totale Atalanta   | 57         | 3          |                 | 5               | 1               |                    | -                  | -                  |             | -           | -           | 62     | 4      |
| 2016-2017         | Genoa             | A                 | 0          | 0          | CI              | 0               | 0               | -                  | -                  | -                  | -           | -           | -           | 0      | 0      |
| 2017-2018         | Virtus Entella    | B                 | 20         | 1          | CI              | -               | -               | -                  | -                  | -                  | -           | -           | -           | 20     | 1      |
| gen.-giu. 2019    | Chiasso           | CL                | 13         | 1          | CS              | 0               | 0               | -                  | -                  | -                  | -           | -           | -           | 13     | 1      |
| 2019-gen. 2020    | Chievo            | B                 | 8          | 0          | CI              | 2               | 0               | -                  | -                  | -                  | -           | -           | -           | 10     | 0      |
| gen.-giu. 2020    | Triestina         | C                 | 3+2        | 0+1        | CI+CI-C         | 0               | 0               | -                  | -                  | -                  | -           | -           | -           | 5      | 1      |
| 2020-2021         | Triestina         | C                 | 21+1       | 0          | CI              | 2               | 0               | -                  | -                  | -                  | -           | -           | -           | 24     | 0      |
| Totale Triestina  | Totale Triestina  | Totale Triestina  | 24+3       | 0+1        |                 | 2               | 0               |                    | -                  | -                  |             | -           | -           | 29     | 1      |
| Totale carriera   | Totale carriera   | Totale carriera   | 262        | 9          |                 | 20              | 1               |                    | -                  | -                  |             | -           | -           | 282    | 10     |

## Palmarès
- Campionato Giovanissimi Nazionali: 1

Atalanta: 2001-2002
- Campionato Allievi Nazionali: 1

Atalanta: 2004-2005